# 1600 год
1600 (ты́сяча шестисо́тый) год  по григорианскому календарю — високосный год, начинающийся в субботу. Это 1600 год нашей эры, 10‑й год 10‑го десятилетия XVI века 2‑го тысячелетия, 1‑й год 1600‑х годов. Он закончился 425 лет назад.
| Пн | Вт | Ср | Чт | Пт | Сб | Вс |
|    |    |    |    |    | 1  | 2  |
| 3  | 4  | 5  | 6  | 7  | 8  | 9  |
| 10 | 11 | 12 | 13 | 14 | 15 | 16 |
| 17 | 18 | 19 | 20 | 21 | 22 | 23 |
| 24 | 25 | 26 | 27 | 28 | 29 | 30 |
| 31 |    |    |    |    |    |    |

| Пн | Вт | Ср | Чт | Пт | Сб | Вс |
|    | 1  | 2  | 3  | 4  | 5  | 6  |
| 7  | 8  | 9  | 10 | 11 | 12 | 13 |
| 14 | 15 | 16 | 17 | 18 | 19 | 20 |
| 21 | 22 | 23 | 24 | 25 | 26 | 27 |
| 28 | 29 |    |    |    |    |    |

| Пн | Вт | Ср | Чт | Пт | Сб | Вс |
|    |    | 1  | 2  | 3  | 4  | 5  |
| 6  | 7  | 8  | 9  | 10 | 11 | 12 |
| 13 | 14 | 15 | 16 | 17 | 18 | 19 |
| 20 | 21 | 22 | 23 | 24 | 25 | 26 |
| 27 | 28 | 29 | 30 | 31 |    |    |

| Пн | Вт | Ср | Чт | Пт | Сб | Вс |
|    |    |    |    |    | 1  | 2  |
| 3  | 4  | 5  | 6  | 7  | 8  | 9  |
| 10 | 11 | 12 | 13 | 14 | 15 | 16 |
| 17 | 18 | 19 | 20 | 21 | 22 | 23 |
| 24 | 25 | 26 | 27 | 28 | 29 | 30 |

| Пн | Вт | Ср | Чт | Пт | Сб | Вс |
| 1  | 2  | 3  | 4  | 5  | 6  | 7  |
| 8  | 9  | 10 | 11 | 12 | 13 | 14 |
| 15 | 16 | 17 | 18 | 19 | 20 | 21 |
| 22 | 23 | 24 | 25 | 26 | 27 | 28 |
| 29 | 30 | 31 |    |    |    |    |

| Пн | Вт | Ср | Чт | Пт | Сб | Вс |
|    |    |    | 1  | 2  | 3  | 4  |
| 5  | 6  | 7  | 8  | 9  | 10 | 11 |
| 12 | 13 | 14 | 15 | 16 | 17 | 18 |
| 19 | 20 | 21 | 22 | 23 | 24 | 25 |
| 26 | 27 | 28 | 29 | 30 |    |    |

| Пн | Вт | Ср | Чт | Пт | Сб | Вс |
|    |    |    |    |    | 1  | 2  |
| 3  | 4  | 5  | 6  | 7  | 8  | 9  |
| 10 | 11 | 12 | 13 | 14 | 15 | 16 |
| 17 | 18 | 19 | 20 | 21 | 22 | 23 |
| 24 | 25 | 26 | 27 | 28 | 29 | 30 |
| 31 |    |    |    |    |    |    |

| Пн | Вт | Ср | Чт | Пт | Сб | Вс |
|    | 1  | 2  | 3  | 4  | 5  | 6  |
| 7  | 8  | 9  | 10 | 11 | 12 | 13 |
| 14 | 15 | 16 | 17 | 18 | 19 | 20 |
| 21 | 22 | 23 | 24 | 25 | 26 | 27 |
| 28 | 29 | 30 | 31 |    |    |    |

| Пн | Вт | Ср | Чт | Пт | Сб | Вс |
|    |    |    |    | 1  | 2  | 3  |
| 4  | 5  | 6  | 7  | 8  | 9  | 10 |
| 11 | 12 | 13 | 14 | 15 | 16 | 17 |
| 18 | 19 | 20 | 21 | 22 | 23 | 24 |
| 25 | 26 | 27 | 28 | 29 | 30 |    |

| Пн | Вт | Ср | Чт | Пт | Сб | Вс |
|    |    |    |    |    |    | 1  |
| 2  | 3  | 4  | 5  | 6  | 7  | 8  |
| 9  | 10 | 11 | 12 | 13 | 14 | 15 |
| 16 | 17 | 18 | 19 | 20 | 21 | 22 |
| 23 | 24 | 25 | 26 | 27 | 28 | 29 |
| 30 | 31 |    |    |    |    |    |

| Пн | Вт | Ср | Чт | Пт | Сб | Вс |
|    |    | 1  | 2  | 3  | 4  | 5  |
| 6  | 7  | 8  | 9  | 10 | 11 | 12 |
| 13 | 14 | 15 | 16 | 17 | 18 | 19 |
| 20 | 21 | 22 | 23 | 24 | 25 | 26 |
| 27 | 28 | 29 | 30 |    |    |    |

| Пн | Вт | Ср | Чт | Пт | Сб | Вс |
|    |    |    |    | 1  | 2  | 3  |
| 4  | 5  | 6  | 7  | 8  | 9  | 10 |
| 11 | 12 | 13 | 14 | 15 | 16 | 17 |
| 18 | 19 | 20 | 21 | 22 | 23 | 24 |
| 25 | 26 | 27 | 28 | 29 | 30 | 31 |

## События

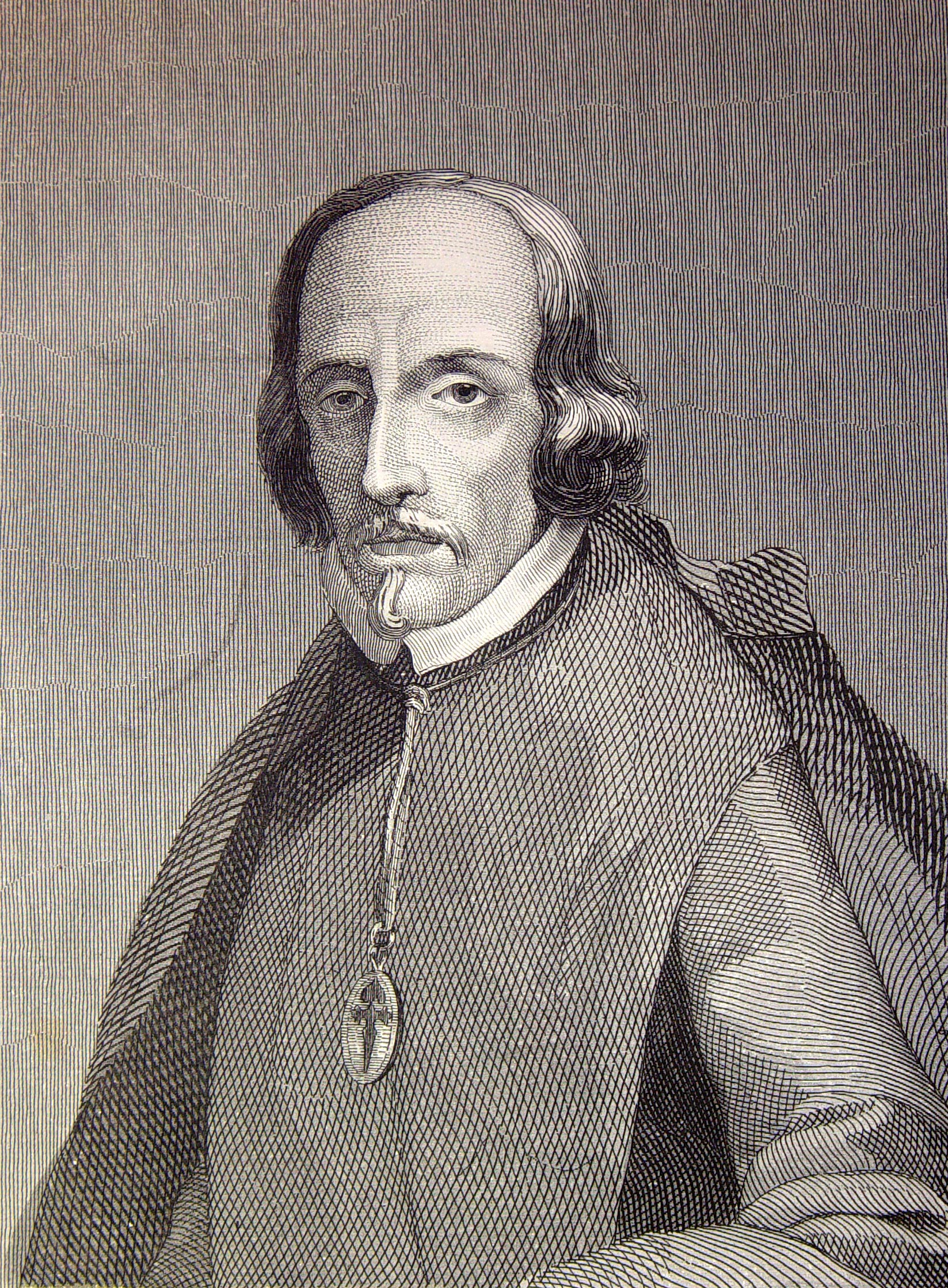
Педро Кальдерон де ла Барка

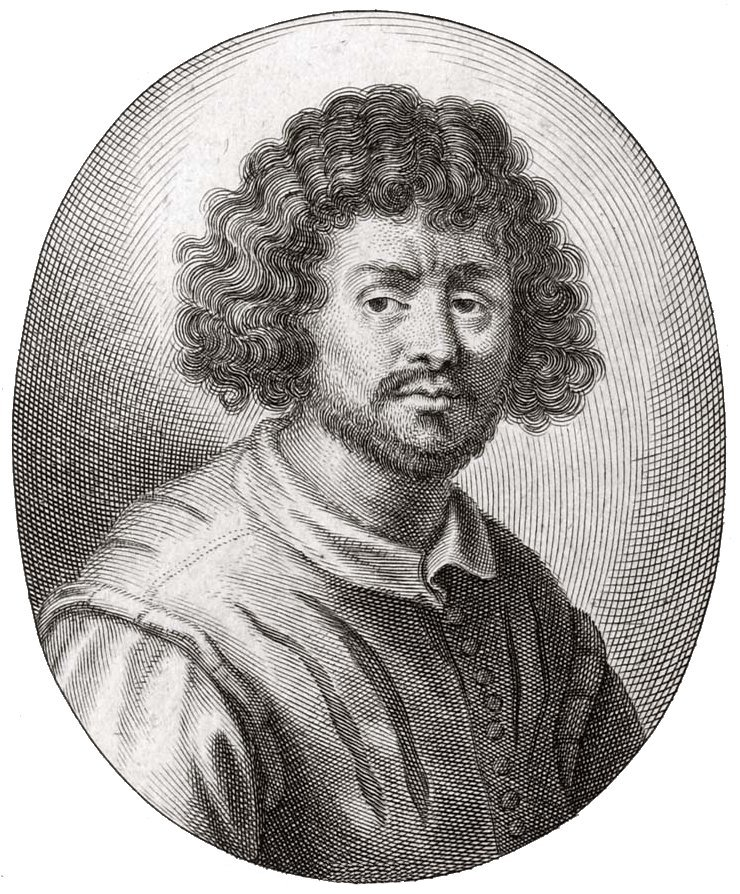
Клод Лоррен

- 1507—1622 — Португало-персидская война. Ряд вооружённых конфликтов между колониалистской Португалией и вассальным Ормузом, с одной стороны, и Сефевидской империей, поддерживаемой англичанами, с другой[1].
- 1511—1641 — Малайско-португальская война. Вооружённый конфликт XVI-XVII веков, в котором Малаккский султанат при поддержке империи Мин, Голландской Ост-Индской компании (с 1607) и Джохора безуспешно сопротивлялся Португальской империи, стремившейся захватить Малакку и установить контроль над торговлей между Индией и Китаем[2].
- 1566—1609 — первый этап Нидерландской буржуазной революции (Восьмидесятилетняя война). Религиозно-идеологическая, политическая и социально-экономическая борьба Семнадцати провинций за независимость от испанского владычества[3].
  - 2 июля — битва у Ньивпорта[4].
- 1585—1604 — Англо-испанская война[5].
  - 1593—1603 — Девятилетняя война. Вооружённый конфликт между вождями ирландских кланов и английскими оккупационными войсками в Ирландии[6].
- 1593—1604 — Долгая война (Тринадцатилетняя война в Венгрии)[7].
  - 18 сентября — битва при Мирэслэу[8].
- 1595—1603 — Восстание Кара-Языджи и Дели-Хасана. Крестьянское антифеодальное восстание в Османской империи[9].
- 1598—1601 — завоевание шахом Аббасом I Южного Туркменистана. Аббас I ликвидировал местные феодальные княжества и назначил в Мерв и Нису наместников.
- 1599—1601 — Молдавская война магнатов, когда магнаты из Речи Посполитой вмешивались в дела Молдавии, соперничая с Габсбургами и Османской империей за господство над княжеством (известны как Могиляды)[10].

- 1600—1601 — началась франко-савойская война. Вооружённый конфликт между королевством Франция и герцогством Савойя из-за маркграфства Салуццо[11].
- 12 марта 1600—1611 — польский король Сигизмунд III Ваза объявил на Сейме о присоединении герцогства Эстляндия к Речи Посполитой, что послужило началом польско-шведской войны:
  - Крепость Динабург (сов. Даугавпилс) от Речи Посполитой переходит под контроль Швеции (см. 1577 и 1582 года)[12].
- Апрель — в Японию приехал англичанин Уильям Адамс. Токугава поручил ему обучать японцев судостроению.
- Май — Михай Храбрый объединяет с Валахией под своей властью Молдавское княжество.
- 2 июля — в ходе Восьмидесятилетней войны состоялась Битва у Ньивпорта между испанцами и голландцами.
- 1 октября — венчание княгини Софии Слуцкой и Януша Радзивилла, князя Несвижского.
- 8 октября — в республике Сан-Марино была принята Конституция.
- 21 октября — Битва при Сэкигахара. В кровопролитной битве Токугава разгромил своих соперников (юго-западных феодалов).
- 31 декабря — указом Елизаветы I создано акционерное общество Английская Ост-Индская компания, получившее обширные привилегии для торговых операций в Индии.
- Кара Язынджи завладел Кайсери и объявил себя султаном.
- Перенесение столицы Японии из Киото в Эдо (Токио).
- Присоединение к империи Моголов Бурханпура и Ахмеднагара.
- Генрих IV предоставил «компании Канады и Акадии» исключительное право основывать поселения и вести торговлю в бассейне реки св. Лаврентия.
- Я. Замойский организовал военный поход в Молдавское княжество[13].

## Русское государство
Царствование: 1598—1605 — Борис Фёдорович Годунов
- 1598—1613 — Смутное время[14].
- 1599—1600 — вновь (первый раз в 1595 году) русское посольство в Священную Римскую империю к Рудольфу II. Задача посольства заключить союз против Речи Посполитой, не была достигнута вследствие наметившего сближения Рудольфа II и Сигизмунда III[15].
- 1600—1619 — ногайский хан Иштерек, сын хана Дин-Ахмеда, признал вассальную зависимость Ногайской Орды от Русского государства[16].
- 23 ноября (3 декабря) — польское посольство в Москву во главе с канцлером Львом Сапегой, которое самостоятельно принимал Фёдор Борисович[17], предлагавшее заключить «вечный мир» на условиях передачи Речи Посполитой Смоленска, Чернигово-Северской земли. Предложение отвергнуто. Русско-польское перемирие на 20 лет[18].
- Ураз-Мухаммед царём Борисом Годуновым был пожалован Касимовским ханством.
- Русское посольство в Англию, которое стремилось изменить отношения Англии с Турцией, но безуспешно.
- Борис Годунов посылает посольство в Германию за профессорами для предложенного им университета[18].
- Борис Годунов вместе с сыном Фёдором Борисовичем совершил паломническую богомольную поездку[17].
- Пожалование Думным дворянином: Пушкин Астафий Михайлович, Татищев Михаил Иванович[19].
- Пожалован боярством: Телятевской Андрей Андреевич[19].
- Черкасский Дмитрий Мамстрюкович выехал из Кабарды на русскую службу (племянник царицы Марии Темрюковны)[20].
- Местничество: 
  - Одоевский Иван Никитич Большой против Шуйского Василия Ивановича и Шуйского Дмитрия Ивановича[21].
  - Неелов Иван Васильевич и Клобуков Григорий Иванович (обо дьяка)[22].

### Города и поселения

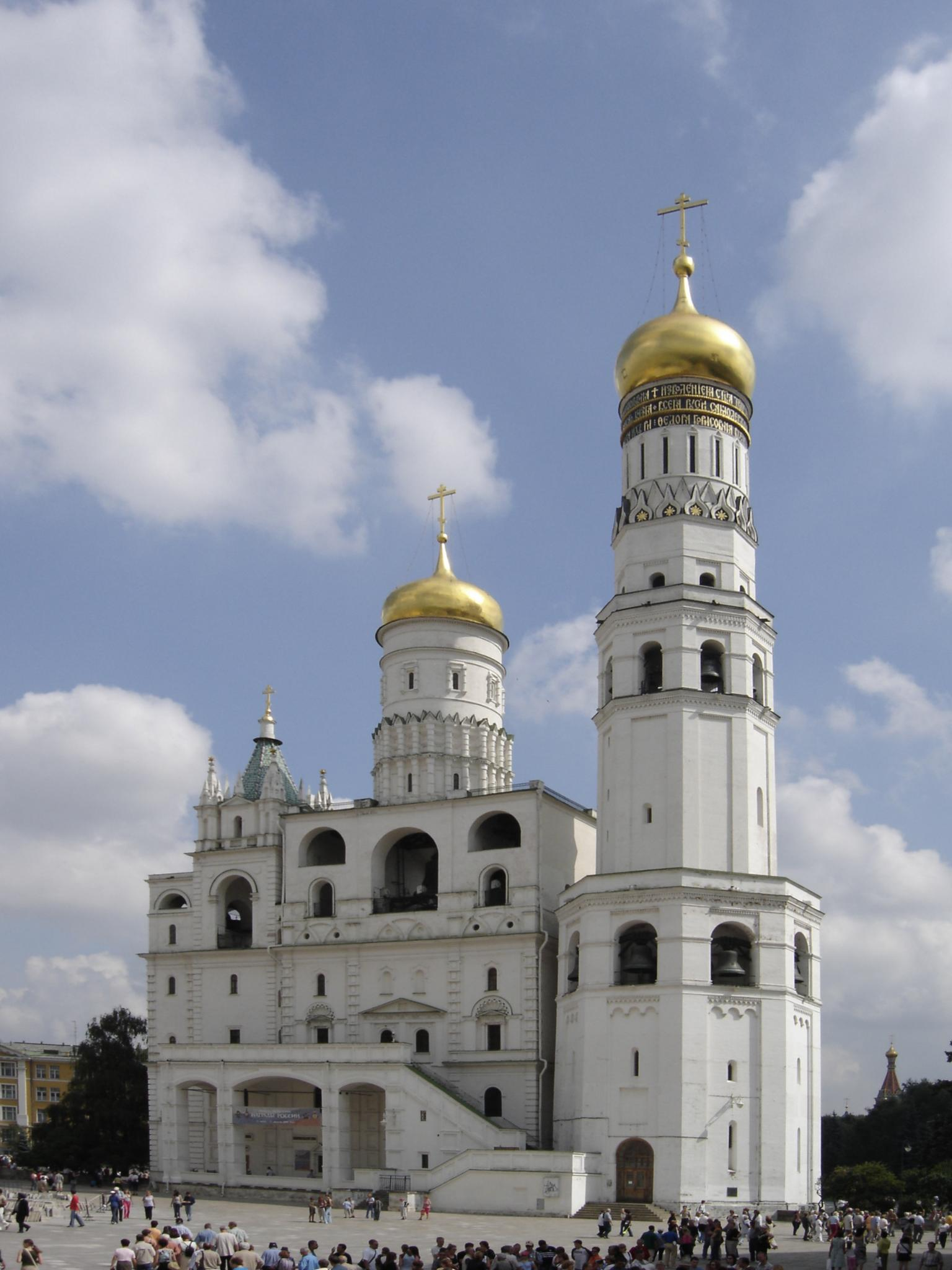
Колокольня Ивана Великого

- Ок. 1600 — в Московском Кремле на Колокольне Ивана Великого (строилась 1505—1508) надстроен третий ярус. В это же время под куполом была сделана позолоченная надпись в 3 яруса о завершении строительства храма[23].

- Основание воеводой и князем Мироном Михайловичем Шаховским города Мангазея[24].
- 9 февраля — воеводой Фёдором Осиповичем Яновым основан новый город Туринск, как острог[24].
- Перенесён с Троицкого мыса на мыс Чукман, основанный в 1587 году острог Тобольск (сов. Тобольск. см. 1606)[25].

### Руководители приказов
| Года       | Приказ             | Ф,И,О главы                | Примечания |
| ---------- | ------------------ | -------------------------- | ---------- |
| 1594-1601  | Посольский приказ  | Щелкалов Василий Яковлевич |            |
| Лето-осень | Аптекарский приказ | Бельский Богдан Яковлевич  |            |
| 1596-1603  | Казанского дворца  | Власьев Афанасий Иванович  |            |
| 1598-1605  | Конюшенный приказ  | Годунов Дмитрий Иванович   | Боярин     |
| 1598-1605  | Большого дворца    | Годунов Степан Васильевич  | Боярин     |
| 1598-1605  | Аптекарский приказ | Годунов Семён Никитич      | Окольничий |

## Начало правления
См. также: Список глав государств в 1600 году
- 1600—1606 — Иштеряк становится бием Ногайской орды.

## Наука и искусство
- 17 февраля — в Риме на площади Цветов публично сожжён как еретик и нарушитель монашеского обета Джордано Бруно.
- 7 октября — премьера старейшей из сохранившихся до наших дней оперы Il rapimento di Cefalo Джулио Каччини во Флоренции, на свадьбе короля Франции Генриха IV с Марией Медичи.
- Опубликована книга английского физика и врача Уильяма Гильберта (1544—1603) «О магните, магнитных телах и о большом магните — Земле», где впервые описываются магнитные и многие электрические явления, вводятся термины «электричество», «электрическая сила» и «электрическое тяготение». Сочинение Гильберта содержит множество наблюдений и догадок, смешанных с фантастическими объяснениями в духе средневековых алхимиков. За свои исследования Гильберт получил титул «отца электричества».
- Кваден, Маттиас, немецкий географ и картограф, написал «Compendium universi, complectens geographic, descriptionum l. V».
- Пьер Шаррон, французский богослов, написал богословскую работу «Discours chrétiens».
- С этого года исследователи ведут отсчёт развития музыки эпохи барокко (1600—1760).
- Во Львове начали возводить Бернардинский костёл.
- Опубликована пьеса Шекспира «Венецианский купец».
- Немецкий живописец Адам Эльсхаймер написал картину «Пожар Трои».
- Впервые была зафиксирована P Лебедя.
- Бартоломеус Шпрангер написал картину «Ангелика и Медор».
- Приблизительно в это время появляется новый музыкально-театральный жанр интермеццо.
- Якопо Пери написал оперу «Эвридика».

## Природные катастрофы
- 19 февраля — началось извержение вулкана Уайнапутина (Перу), явившееся сильнейшим извержением вулкана в Южной Америке за всю историю заселения континента людьми. Считается, что это извержение могло быть причиной больших климатических изменений в ходе так называемого «Малого ледникового периода».

## Родились

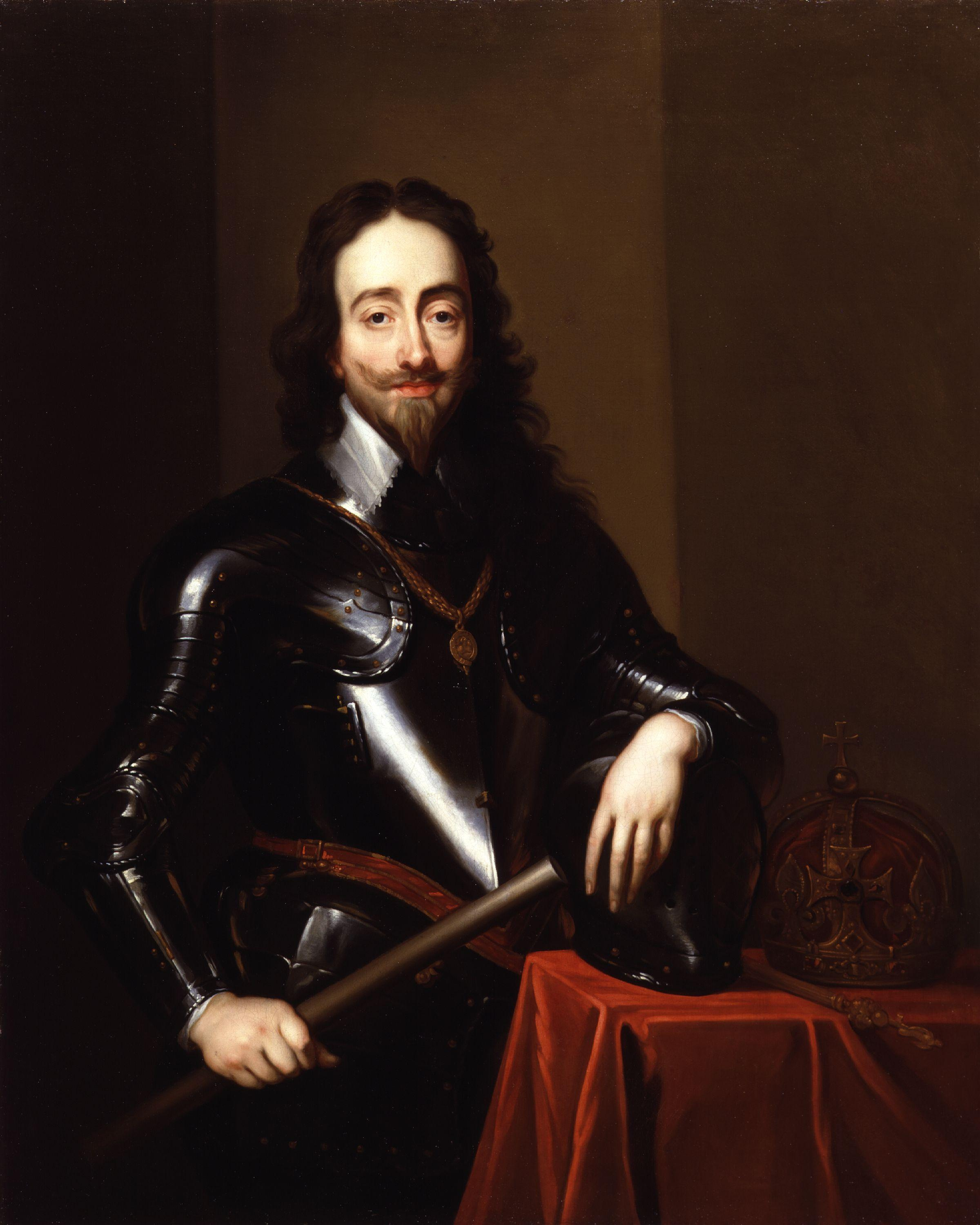
Английский король Карл I

См. также: Категория:Родившиеся в 1600 году
- 17 января — Педро Кальдерон де ла Барка, испанский драматург (ум. 1681).
- 28 января — Джулио Роспильози, позднее ставший Папой римским Климентом IX (1667—1669) (ум. 1669).
- 19 ноября — Карл I, король Англии, Шотландии и Ирландии из династии Стюартов (обезглавлен в 1649).
- Декабрь — Роган-Монбазон, Мария, представительница высшей французской аристократии.
- 20 декабря — Николя Сансон, французский картограф. (ум. 1667).
- Барч, Якоб — немецкий врач, математик и астроном.
- Греко, Джоакино — сильнейший шахматист XVII века.
- Иннокентий (Гизель) — архимандрит Киево-Печерской лавры (с 1656), ректор Киево-Братской коллегии.
- Адам Кисель — польский православный сенатор, киевский воевода.
- Клод Лоррен — французский живописец и гравёр пейзажей.
- Габриэль Ноде — французский учёный, эзотерик и библиотекарь.
- Пьетро Паоло Саббатини — итальянский композитор.

## Скончались

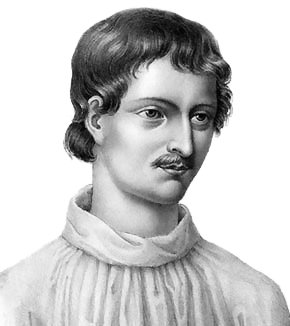
Джордано Бруно

См. также: Категория:Умершие в 1600 году и Список умерших в 1600 году
- 15 февраля — Акоста, Хосе де, испанский историк, географ и натуралист, член ордена иезуитов, католический миссионер. Автор сочинений, посвящённых природе и культуре Америки.
- 17 февраля — Джордано Бруно, итальянский монах-доминиканец, философ и поэт, представитель пантеизма. (родился в 1548).
- 7 апреля — Бакы, турецкий поэт.
- 4 мая — Жан Нико, французский дипломат и учёный.
- 26 сентября — Клод Лежен, франко-фламандский композитор.
- 6 ноября — Исида Мицунари, самурайский полководец средневековой Японии периода Сэнгоку Дзидзай.
- Кониси Юкинага — самурайский полководец средневековой Японии периода Адзути-Момояма. Один из известных японских христиан. Командующий дивизией в корейских экспедициях Тоётоми Хидэёси в 1592—1598 годах.
- Луис Молина — иезуит, учитель богословия в Эворе и Мадриде; автор книги о согласии свободной воли с дарами благодати и с божественным предопределением («Liberi arbitrii cum gratiae donis etc. concordia», Лиссабон, 1588), в которой он пытался согласовать вероучение Фомы Аквината с мнениями иезуитов.
- Отани Ёсицугу — японский самурай эпох Сэнгоку и Адзути-Момояма. Участвовал в Кюсюйской кампании, был одним из посланных в Корею Трёх Наместников вместе с Маситой Нагамори и Исидой Мицунари.
- Юрий Радзивилл — князь, вельможа Великого княжества Литовского, государственный и церковный деятель Речи Посполитой, епископ Виленский, епископ Краковский, кардинал-священник.
- Хосокава Грация — японская христианка-мученица, дочь Акэти Мицухидэ, жена Хосокава Тадаоки, часто используемый образ в литературе и искусстве.
- Ричард Хукер — англиканский священник и богослов, основоположник (вместе с Томасом Кранмером и Мэттью Паркером) англиканской богословской мысли.
- Фульвий Урсин — итальянский филолог, каноник и библиотекарь.